# Kaba Ma Kyei
Kaba Ma Kyei (Até ao Fim do Mundo, Birmânia) é o hino nacional de Mianmar. É frequentemente traduzido como "Nós Devemos Nunca Abandonar A nossa pátria, a Birmânia", mas é relativamente impreciso traduzir o significado do título. A Birmânia é somente um entre um punhado de países não-europeus que têm hinos enraizados em tradições indígenas (incluindo o Japão, o Irão e o Sri Lanka).
A música e a letra foram feitas por Saya Tin e adotados como hino nacional da Birmânia em 1947. 